# 轴突导向
轴突导向（又称""轴突引导"，英：Axon guidance）指神经元发出轴突，在正确的位置形成突触的过程，是神经发育的一个分野。在神经系统中，轴突的路径常常十分精确，而轴突导向的研究旨在了解这种精确的路径是如何形成的。

## 机理
生长中的轴突在其前端有一个高度可动的结构，称为生长锥，它探测胞外环境中的信号，从而指引轴突的生长方向。这些称为导向因子的信号既可以是固定的，也可以是自由扩散的，既可以吸引，又可以排斥轴突。生长锥含有一些受体，来识别导向因子并把信号转化为化学趋向性反应。通常的理论框架认为，当生长锥“探测”到导向因子时，受体会激活生长锥中的多种信号分子，最终改变细胞骨骼。